# Jerzy Sosnowski (pisarz)
Jerzy Wojciech Sosnowski (ur. 14 maja 1962 w Warszawie) – polski pisarz, publicysta, felietonista, dziennikarz telewizyjny i radiowy, historyk literatury polskiej, krytyk literacki, nauczyciel akademicki.

## Życiorys
Studiował polonistykę na Uniwersytecie Warszawskim, po czym był tam doktorantem. Jest historykiem literatury specjalizującym się w okresie Młodej Polski, a także krytykiem literackim.
Uczy języka polskiego w niepublicznym Autorskim Liceum Ogólnokształcącym nr 42 w Warszawie (pracował tam w latach 1995-2002 i pracuje ponownie od roku 2019). Był wykładowcą w Kolegium Nauczycielskim w Suwałkach i w Szkole Wyższej Psychologii Społecznej. Brał udział w opracowaniu jednego z programów nauczania języka polskiego w szkołach średnich. Pracował jako specjalista ds. kultury mowy przy Związku Artystów Scen Polskich.
Publikował w „Gazecie Wyborczej”. W marcu 2005 został stałym felietonistą miesięcznika „Więź”. Obecnie publikuje felietony na stronie Koduj24.pl
W latach 90. pracował w TVP na stanowisku szefa publicystyki kulturalnej TVP1. Był jednym z dziennikarzy tworzących magazyn kulturalny Pegaz. Był także kierownikiem działu programów humanistycznych w Telewizji Edukacyjnej TVP.
W 2000 rozpoczął pracę w Polskim Radiu: najpierw w Dwójce, potem w Trójce, gdzie od lutego 2001 (z przerwą między 30 września 2007 a 2 kwietnia 2009) był jednym z prowadzących audycję publicystyczną Klub Trójki. W Trójce prowadził również Literackie Biuro Śledcze, a od 4 września 2009 także Trójkowy Znak Jakości. Jako szef związków zawodowych uczestniczył w proteście przeciwko zatrudnieniu Michała Karnowskiego. Decyzją dyrektora Trójki, Jacka Sobali, 22 lutego 2010 (do odwołania) Jerzy Sosnowski został odsunięty od anteny z powodu wypowiedzi dla prasy o konflikcie w stacji, w których miał on naruszyć interes spółki Polskie Radio SA. 10 i 11 kwietnia 2010, w weekend katastrofy polskiego Tu-154 w Smoleńsku, poprowadził dwie audycje specjalne poświęcone temu wydarzeniu, natomiast 13 kwietnia 2010 ponownie poprowadził Klub Trójki.
W 2006 rozpoczął współpracę ze stacją TVP Kultura, rezygnując z niej po kilku tygodniach (w październiku), by powrócić z końcem sierpnia 2007.
Członek Rady Języka Polskiego Polskiej Akademii Nauk w V (2011–2014) oraz VI (2015–2018) kadencji.
17 marca 2016, powołane z początkiem tego samego roku nowe władze Polskiego Radia jednostronnie wypowiedziały Sosnowskiemu umowę o pracę: z trzymiesięcznym wypowiedzeniem bez obowiązku świadczenia pracy. W maju 2018 Sąd Okręgowy w Warszawie uznał za bezprawne rozwiązanie umowy z redaktorem i szefem związków zawodowych Trójki, stwierdzając, że dziennikarz ma prawo krytykować pracodawcę oraz zasądził odszkodowania w wysokości trzymiesięcznego wynagrodzenia, czego domagał się w pozwie.
Od marca 2017 do lipca 2018 roku był gospodarzem audycji Nasłuchiwanie w Tok FM. Od lipca 2020 roku związany z Radiem Nowy Świat, gdzie prowadzi audycje publicystyczne „Punkt widzenia” oraz „Stulecie dziwów” oraz "JerzoBrzmienia".

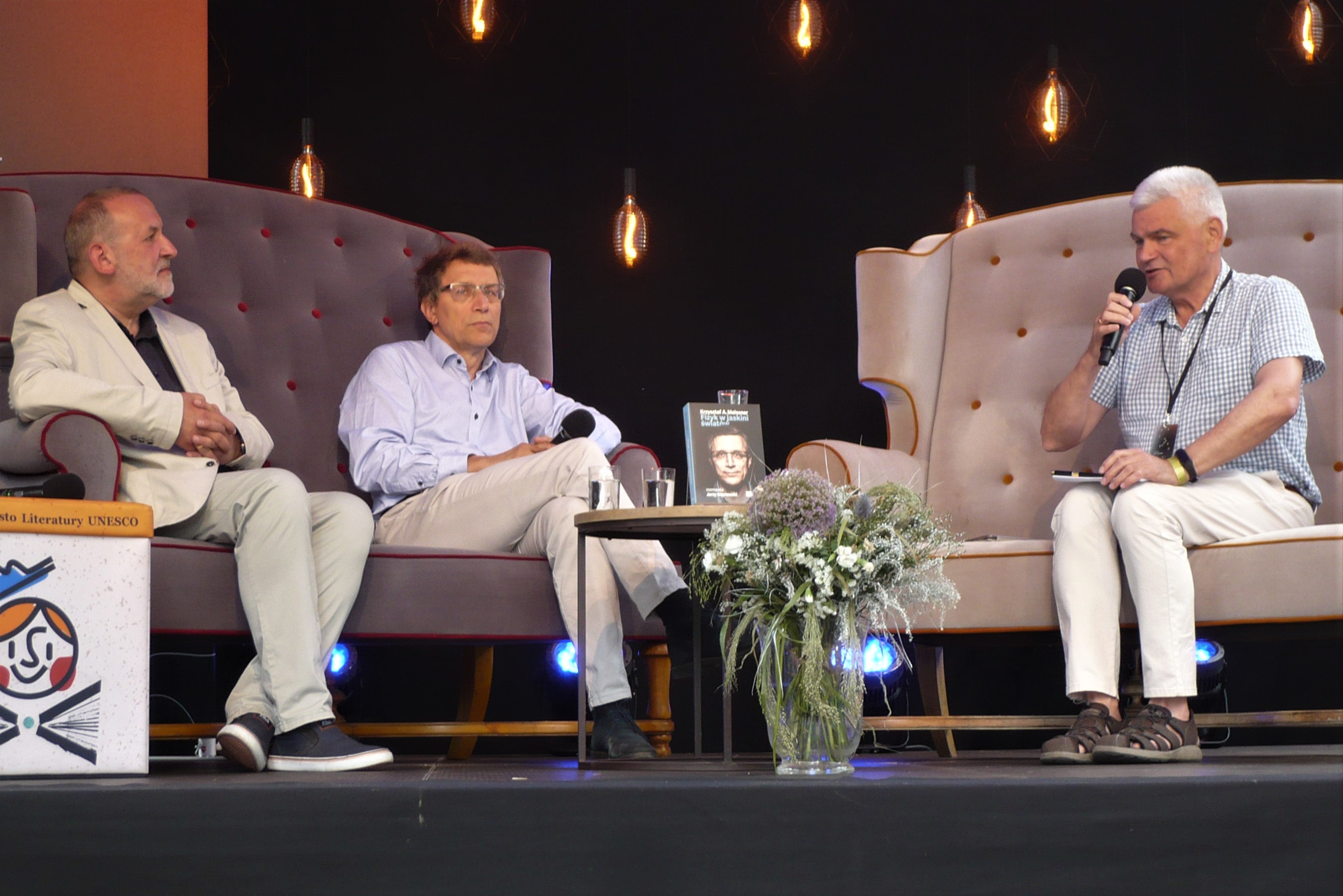
IX Festiwal Góry Literatury (2023)
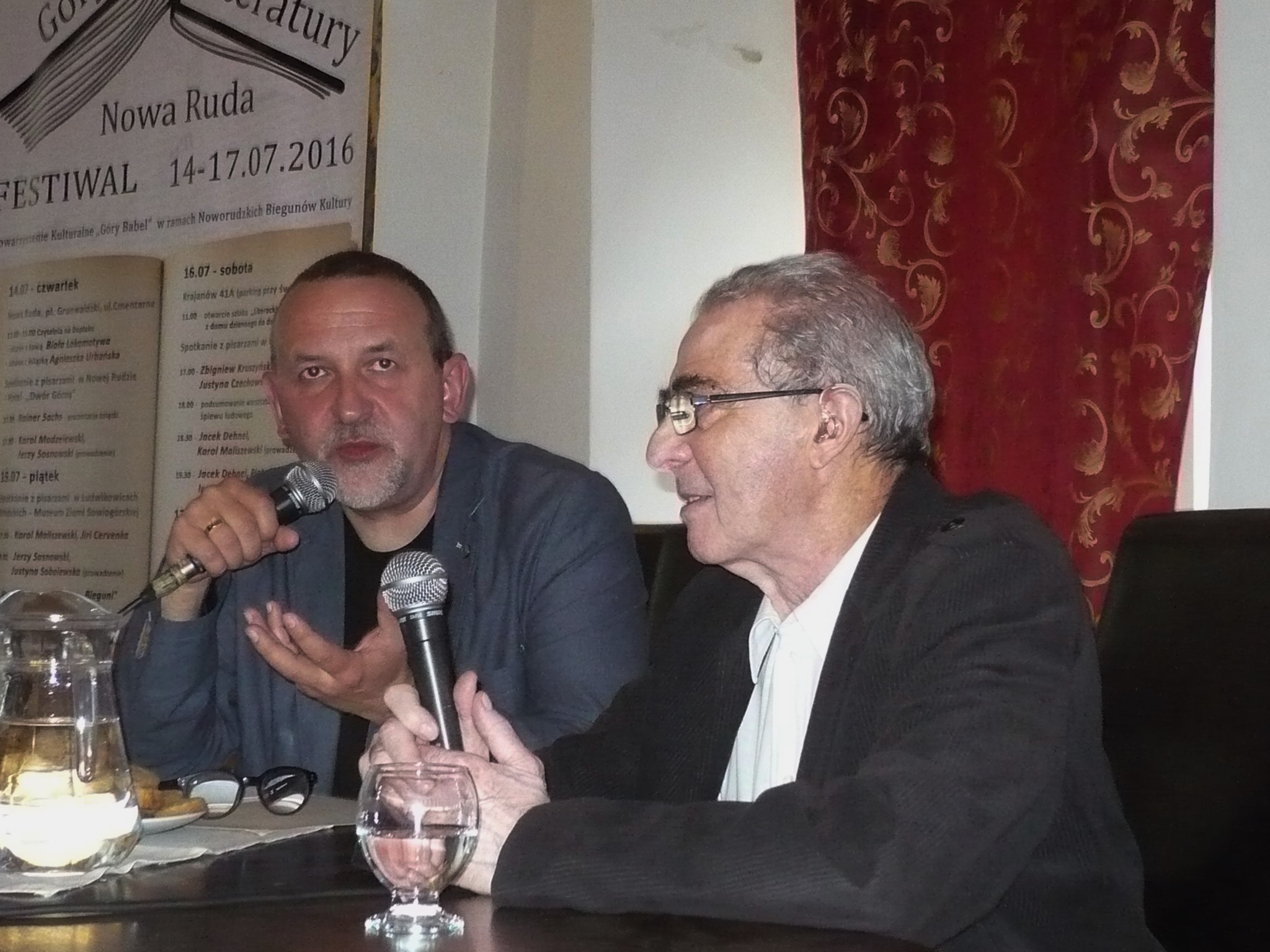
J. Sosnowski z Karolem Modzelewskim

## Nagrody i wyróżnienia
- 2001 – Nagroda Fundacji im. Kościelskich (za Wielościan)
- 2003 – nagroda Poznańskiego Przeglądu Nowości Wydawniczych „Książka Jesieni 2003” (dla Prądu zatokowego)
- 2004 – dwie nominacje do Paszportu Polityki w kategorii „Literatura” (za Prąd zatokowy)[24][25]
- 2006 – Złoty Grot (nagroda Stowarzyszenia Sztuka Edukacja Promocja) dla twórcy, którego działalność i dokonania inspirują do aktywności młodych humanistów oraz za przekraczanie granic między literaturą, krytyką, działalnością społeczną i popularyzatorską i za pozostawanie sobą we wszystkich tych krainach[26]
- 2009 – nominacja do tytułu Mistrza Mowy Polskiej (IX edycja konkursu)
- 2011 – Złoty Krzyż Zasługi[1]
- 2016 – Nagroda im. księdza Józefa Tischnera[27]
- 2016 – nominacja do Nagrody Literackiej „Nike” za zbiór esejów Co Bóg zrobił szympansom[28]

## Twórczość i publikacje
Proza
- Apokryf Agłai – powieść (W.A.B., Warszawa 2001, ISBN 83-88221-47-7)
- Wielościan – zbiór opowiadań (W.A.B., Warszawa 2001, ISBN 83-88221-49-3)
- Linia Nocna. Singles Collection – zbiór opowiadań (W.A.B., Warszawa 2002, ISBN 83-88221-88-4)
- Prąd zatokowy – powieść (W.A.B., Warszawa 2003, ISBN 83-89291-43-6)
- Tak to ten – powieść (Wydawnictwo Literackie, Kraków 2006, ISBN 83-08-03910-3)
- Instalacja Idziego – powieść (Wydawnictwo Literackie, Kraków 2009, ISBN 978-83-08-04391-2)
- Spotkamy się w Honolulu – powieść (Wydawnictwo Literackie, Kraków 2014, ISBN 978-83-08-05351-5)
- Sen sów – powieść (Wielka Litera, Warszawa, 2016, ISBN 978-83-80320-89-5)
- Fafarułej, czyli pastylki z pomarańczy – powieść (Wielka Litera, Warszawa, 2017, ISBN 978-83-8032-158-8)

Inne książki
- Śmierć czarownicy! Szkice o literaturze i wątpieniu – eseje historyczno-literackie (Wydawnictwo Naukowe Semper, Warszawa 1993, ISBN 83-900523-9-3)
- Chwilowe zawieszenie broni. O twórczości tzw. pokolenia „Brulionu” (1986–1996) – krytyka literacka, napisane wspólnie z Jarosławem Klejnockim (Wydawnictwo Sic!, Warszawa 1996, ISBN 83-86056-32-0)
- Ach – eseje (Wydawnictwo Literackie, Kraków 2005, ISBN 83-08-03707-0)
- Czekanie cudu – eseje o literaturze i filmie (Wydawnictwo Naukowe Semper, Warszawa 2009, ISBN 978-83-7507-042-2)
- Co Bóg zrobił szympansom – eseje o wierze świeckich (Wielka Litera, Warszawa 2015)